# Мутаваккиль, Вакиль Ахмад
Мавлави Вакиль (Вакил) Ахмад Мутаваккиль (Мутаваккаль, Мутавакил; род. во второй половине 1960-х в уезде Майванд провинции Кандагар) — пуштун-какар, последний министр иностранных дел Исламского Эмирата Афганистан.

## Биография
Родился в пуштунской семье, его отец погиб в годы войны СССР в Афганистане. Получил религиозное образование. По окончании учёбы — участник движения «Талибан».
Работал в управлении культуры. Пресс-секретарь движения «Талибан» (иногда указывается как пресс-секретарь муллы Омара) до октября 1999 года, с октября 1999 года министр иностранных дел правительства талибов в Афганистане.
Его причисляли к умеренной части талибов:

Мутаваккиля называют главой прагматического крыла движения, готового на компромисс с Западом.

В 2000 году подписал договор о взаимном признании Исламского Эмирата Афганистан с Чеченской Республикой Ичкерия (со стороны чеченцев подписал Зелимхан Яндарбиев).
Неоднократно посещал Доху, добиваясь признания Катаром правительства талибов, но безуспешно.
Сдался американским войскам в октябре 2001 года, был арестован, провел два года в заключении.
По некоторым сведениям, Хамид Карзай в 2003 году предлагал Мутаваккилю министерский пост, но тот отказался.
Его имя неоднократно упоминалось в связи с мирными переговорами талибов с американцами, однако талибы заявили, что он был исключен из движения ещё в 2003 году и «больше не представляет их волю». Сам он также говорит: «Хоть я и занимал высокий пост в правительстве „Талибана“, сейчас я не представляю ни движение, ни боевиков. Я стараюсь работать исключительно в интересах мира и стабильности. Я занят делами культуры, как, например, перевод с арабского на пушту некоторых книг. Никто не должен оставаться безучастным к своей собственной стране, каждый должен что-нибудь делать, будь то консультации, советы или что-нибудь другое, каждый должен внести свой вклад в достижение мира и стабильности в стране. Меня сейчас это интересует.»
Владеет пушту, дари, арабским и английским языками. Автор книги "Афганистан и «Талибан».